# Episodi di Doctor Doctor (prima stagione)
La prima stagione della sitcom Doctor Doctor, composta da 6 episodi, è andata in onda negli Stati Uniti dal 12 giugno 1980 al 24 luglio dello stesso anno sul canale CBS.
| nº | Titolo originale              | Titolo italiano | Prima TV USA   | Prima TV Italia |
| -- | ----------------------------- | --------------- | -------------- | --------------- |
| 1  | The Search for Armand Peltzer |                 | 12 giugno 1989 |                 |
| 2  | The Palumbo Affair            |                 | 19 giugno 1989 |                 |
| 3  | Running on M.D.               |                 | 26 giugno 1989 |                 |
| 4  | The M.D. Nest Syndrome        |                 | 10 luglio 1989 |                 |
| 5  | The Murtagh Conundrum         |                 | 17 luglio 1989 |                 |
| 6  | Patients Are a Virtue         |                 | 24 luglio 1989 |                 |